# 3-as busz (Eger)
Az egri 3-as jelzésű autóbusz Lajosváros és Berva között közlekedik, a felnémeti ófalut (Pásztorvölgy) oda-vissza körbejárja az óramutató járásával ellentétes irányban. Betétjárata 3A jelzéssel a Tesco áruházig jár. A viszonylatot a Volánbusz üzemelteti.

## Története
2022. január 1-jén a város buszhálózata jelentősen átalakult, ennek keretében új viszonylatok indultak 3-as és 3A jelzéssel, közvetlen kapcsolatot biztosítva az oktatási intézményekbe tartók számára Tihamér városrészből. Egy ideig az Autóbusz-Állomás érintésével közlekedett útépítési munkálatok miatt.

## Útvonala
| Berva felé | Lajosváros felé |
| --- | --- |
| Lajosváros vá. – Mátyás király út – Sas utca – Kertész utca – Mecskey István utca – Bástya utca – Gárdonyi Géza utca – Vécseyvölgy utca – Tetemvár utca – Régi Cifrakapu utca – Cifrakapu utca – II. Rákóczi Ferenc utca – Egri utca – Kovács Jakab utca – Felvégi utca – Pásztorvölgy utca – Béke utca – József Attila utca – Alvégi utca – Kovács Jakab utca – Egri utca – Tárkányi út – Bervai út – Berva vá. | Berva vá. – Bervai út – Tárkányi út – Egri utca – Kovács Jakab utca – Felvégi utca – Pásztorvölgy utca – Béke utca – József Attila utca – Alvégi utca – Kovács Jakab utca – Egri utca – II. Rákóczi Ferenc utca – Cifrakapu utca – Régi Cifrakapu utca – Tetemvár utca – Vécseyvölgy utca – Gárdonyi Géza utca – Bástya utca – Mecskey István utca – Kertész utca – Sas utca – Mátyás király út – Lajosváros vá. |

## Megállóhelyei
Az átszállási kapcsolatok között a Lajosváros–Tesco áruház viszonylatban közlekedő 3A betétjárat nincs feltüntetve.
| 3 (Lajosváros – Berva) |                                  |          |                                                                              |
| Perc (↓)               | Megállóhely                      | Perc (↑) | Megállóhelyet érintő járatok                                                 |
| 0                      | Lajosváros végállomás            | 39       | 4, 6, 11, 12, 13, 14, 14E, 16                                                |
| ∫                      | Mátyás király út                 | 37       | 11, 12, 13, 14, 14E, 113                                                     |
| ∫                      | Veres Péter út                   | 36       | 11, 12, 13, 14, 14E, 113                                                     |
| 1                      | Tompa utca                       | 35       | 6, 11, 12, 13, 14, 14E, 16, 112, 113, 3410 Helyközi buszok Távolsági járatok |
| 3                      | Aradi út                         | 34       | 6, 11, 12, 13, 14, 14E, 16, 112, 113, 3410                                   |
| 4                      | Nagyváradi út                    | 32       | 6, 11, 12, 13, 14, 14E, 16, 112, 113, 3410 Helyközi buszok Távolsági járatok |
| 5                      | Galagonyás utca                  | 31       | 6, 11, 12, 13, 14, 14E, 16, 112, 113, 3410                                   |
| ∫                      | Széna tér                        | 30       | 6, 11, 12, 13, 14, 14E, 112, 113, 3410                                       |
| 6                      | Sas út                           | 28       | 2, 2A, 6, 16                                                                 |
| 8                      | Tihaméri malom                   | 27       | 2, 2A, 4, 5, 5A, 6, 16, 3405, 3406 Helyközi buszok                           |
| 9                      | Homok utca                       | 26       | 2, 2A, 4, 5, 5A, 6, 16, 3405, 3406 Helyközi buszok Távolsági járatok         |
| 11                     | Hadnagy utca                     | 24       | 2, 2A, 4, 5, 5A, 6, 16, 3405, 3406 Helyközi buszok Távolsági járatok         |
| 14                     | Gárdonyi ház                     | 23       | Helyközi buszok                                                              |
| 16                     | Tetemvár út                      | 21       | 7, 7A                                                                        |
| 18                     | Tiba utca                        | 19       | 5, 5A, 6, 12, 13, 16, 112, 113, 3405, 3406                                   |
| 19                     | Felsőváros                       | 18       | 5, 5A, 6, 12, 13, 16, 112, 113, 3405, 3406                                   |
| ∫                      | Cifrakapu út                     | 17       | 7, 12, 112                                                                   |
| 20                     | Nagylapos                        | 16       | 4, 11, 14, 14E, 16, 3405, 3410 Helyközi buszok Távolsági járatok             |
| 21                     | Felnémet, Egri út                | 15       | 4, 11, 14, 14E, 16, 3405, 3410                                               |
| 22                     | Felnémet, felsőtárkányi elágazás | 14       | 4, 11, 14, 14E, 16, 3405, 3410 Helyközi buszok Távolsági járatok             |
| 23                     | Alvégi utca                      | ∫        | 4, 11, 14, 16                                                                |
| 24                     | Felnémet, Kovácsi Jakab út       | ∫        | 4, 11, 14, 16                                                                |
| 25                     | Felnémet, Felvégi út             | ∫        | 4, 11, 14, 16                                                                |
| 26                     | Felnémet, Pásztorvölgy lakótelep | ∫        | 4, 11, 14, 16                                                                |
| 27                     | Felnémet, Béke út                | ∫        | 4, 11, 14                                                                    |
| 28                     | Felnémet, József Attila utca     | 13       | 4, 14                                                                        |
| ∫                      | Felnémet, Pásztorvölgy lakótelep | 12       | 4, 11, 14, 16                                                                |
| ∫                      | Felnémet, Béke út                | 11       | 4, 11, 14                                                                    |
| ∫                      | Felnémet, Felvégi út             | 10       | 4, 11, 14, 16                                                                |
| ∫                      | Felnémet, Kovácsi Jakab út       | 9        | 4, 11, 14, 16                                                                |
| ∫                      | Alvégi utca                      | 8        | 4, 11, 14, 16                                                                |
| 30                     | Felnémet, Tárkányi út            | 6        | 4, 11, 14, 14E, 3405 Helyközi buszok Távolsági járatok                       |
| 31                     | Felnémet, Sánc út                | 5        | 4, 14, 14E, 3405 Helyközi buszok                                             |
| 33                     | Bervai út                        | 3        | 4, 14, 14E                                                                   |
| 34                     | Felnémet, kőbánya bejáró út      | 2        | 4, 14, 14E                                                                   |
| 36                     | Berva végállomás                 | 0        | 4, 14, 14E                                                                   |